# Chuck Lorre
Chuck Lorre, pseudonimo di Charles Michael Levine (New York, 18 ottobre 1952), è un regista, sceneggiatore, produttore televisivo e compositore statunitense noto per aver ideato, scritto e prodotto numerose sitcom e serie televisive statunitensi di successo, tra cui Dharma & Greg, Due uomini e mezzo, The Big Bang Theory, Mom e Il metodo Kominsky.

## Biografia
Chuck Lorre nasce col nome Charles Michael Levin in una famiglia ebrea. Studiò presso la State University of New York at Potsdam, abbandonandola però dopo due anni per perseguire la carriera di autore di canzoni.

## Carriera
Dopo aver abbandonato la scuola, Lorre fece un tour negli Stati Uniti come chitarrista e cantautore. Scrisse la canzone, hit in radio, French Kissin' in the USA per la cantante Debbie Harry nel suo album del 1986 Rockbird e ha anche composto la colonna sonora della serie TV del 1987 Tartarughe Ninja alla riscossa insieme a Dennis Challen Brown. Passò poi alla scrittura diventando autore di Pappa e ciccia. Il primo programma di cui Lorre fu ideatore fu la sitcom Grace Under Fire della ABC, con protagonista l'attrice Brett Butler: fu messo in onda per la prima volta sulla ABC nel 1993 e nominato per il Golden Globe 1995 alla miglior serie commedia o musicale.
Il lavoro successivo fu Cybill, con Cybill Shepherd. Fu trasmesso per quattro anni su CBS e ricevette l'acclamazione della critica, con la vittoria di un Emmy nel '95 (miglior attrice non protagonista in una commedia per Christine Baranski). Vinse inoltre due Golden Globe nel 1996: miglior serie TV (commedia o musicale) e miglior attrice in una serie TV (musicale o commedia) per l'interpretazione della Shepherd nei panni di Cybill Sheridan. Il progetto successivo di Lorre, Dharma & Greg, fu concepito nel 1997, un anno prima della conclusione di Cybill: al programma parteciparono Jenna Elfman e Thomas Gibson quali protagonisti, che parvero agli appassionati spettatori consumarsi con calore e tensione lottando contro le sfide dello stare in coppia in maniera tradizionale per tutta la durata dello show.
Nel 2003 Lorre creò Due uomini e mezzo insieme a Lee Aronsohn. Lo show si focalizza su due fratelli, Charlie (Charlie Sheen) e Alan (Jon Cryer). Charlie è un ricco donnaiolo che lavora a Hollywood come autore/produttore e possiede una casa in riva al mare a Malibù. Quando Alan divorzia dalla moglie si ritrova costretto a stabilirsi da suo fratello. Alan ha anche un figlio, Jake (Angus T. Jones), il "mezzo" che va a trovare i due fratelli durante i weekend. A settembre 2003 fu mandata la puntata pilota su CBS e la serie diventò la più popolare d'America. Con la stagione televisiva 2010/2011, Due uomini e mezzo avrebbe completato l'ottava stagione, ma nel febbraio 2011 la CBS cancellò la produzione del resto della stagione in seguito a numerosi problemi e interruzioni della produzione: a quanto pare la causa fu l'abuso di sostanze stupefacenti da parte di Sheen. Tali vicende culminarono con attacchi verbali a Lorre da parte dell'attore durante un'intervista alla radio. Il tutto si risolse con il licenziamento di Sheen dalla serie, a causa del quale egli intentò una causa da 100 milioni di dollari contro Chuck Lorre e la Warner Bros. Television.
Nel maggio del 2011 fu annunciata la sostituzione di Sheen con Ashton Kutcher come nuovo protagonista della serie, il cui personaggio si chiama Walden Schmidt; Kutcher ha debuttato il 19 settembre 2011 con la prima puntata della nona stagione. Nel 2007 Lorre creò The Big Bang Theory insieme a Bill Prady: la sitcom tratta la vita di due fisici nerd che vivono insieme in un appartamento, sullo stesso pianerottolo di una ragazza bellissima; in genere ogni episodio si focalizza sulla loro vita quotidiana oltre a quella dei loro equamente nerd amici, con una dose di assurdità dovuta al loro rapporto con la comune ragazza. I due personaggi principali, Sheldon e Leonard, traggono il loro nome dall'attore e produttore televisivo Sheldon Leonard. Lo show divenne presto una delle serie più seguite d'America e in seguito ha prodotto per la CBS Mike & Molly, che ha fatto il suo debutto nel settembre del 2010, e Mom, co-ideata insieme a Eddie Gorodetsky e Gemma Baker.
Da settembre 2019 produce un'altra sitcom, Bob Hearts Abishola, ideata insieme a Eddie Gorodetsky, Al Higgins e Gina Yashere che vede nei panni di Bob Billy Gardell, il Mike di Mike & Molly, e nei panni di Abishola Folake Olowofoyeku.

## Le Vanity Cards
Sulle vanity card della Chuck Lorre Productions, alla fine di ogni episodio di Dharma & Greg, Due uomini e mezzo, The Big Bang Theory, Mike & Molly e Mom, Lorre scrive un messaggio che somiglia a un editoriale, un saggio o un'osservazione sulla vita. Una card generalmente può trattare diversi argomenti, come quello che i Bee Gees non hanno mai imparato, la cancellazione di Dharma & Greg, la capacità di gestione della Time Warner o la genesi di Due uomini e mezzo. La card viene mostrata per pochi secondi, sicché i messaggi più lunghi possono essere letti registrandoli e mettendoli in pausa; Lorre tuttavia li pubblica anche sul suo sito internet. La CBS ha censurato più volte le sue cards; Lorre posta sia le versioni censurate che quelle non censurate. Le vanity card usate in Grace Under Fire e Cybill si presentavano come scritte su un Macintosh SE Apple poggiato su una tavola di legno.

## Filmografia parziale
- Baby Sitter - sceneggiatore (1987)
- I miei due papà - sceneggiatore (1987-1990)
- Arrivano le uvette californiane - compositore (1989)
- Pappa e ciccia – sceneggiatore, co-produttore esecutivo/supervisore alla produzione (1990-1992)
- Frannie's Turn – creatore, sceneggiatore, produttore esecutivo (1992)
- Grace Under Fire – creatore, sceneggiatore, co-produttore esecutivo/supervisore alla produzione (1993-1994)
- Cybill – creatore, sceneggiatore e produttore esecutivo (1995-1998)
- Dharma & Greg – creatore, sceneggiatore, produttore esecutivo (1997-2002)
- Due uomini e mezzo (Two and a Half Men) – creatore, sceneggiatore, produttore esecutivo (2003-2015)
- The Big Bang Theory – creatore, sceneggiatore, produttore esecutivo (2007-2019)
- Mike & Molly – sceneggiatore, produttore esecutivo (2010-2016)
- Mom – creatore, sceneggiatore, produttore esecutivo (2013-2021)
- Disjointed – creatore, sceneggiatore, produttore esecutivo (2017-2018)
- Young Sheldon – creatore, sceneggiatore, produttore esecutivo (2017-2024)
- Il metodo Kominsky – creatore, sceneggiatore, produttore esecutivo (2018-2021)
- Bob Hearts Abishola - creatore, sceneggiatore, produttore esecutivo (2019-2024)
- B Positive - sceneggiatore, produttore esecutivo (2020-2022)
- United States of Al - sceneggiatore, produttore esecutivo (2021-2022)
- Bookie – creatore, sceneggiatore, produttore esecutivo (2023-in corso)
- Georgie & Mandy's First Marriage – creatore, sceneggiatore, produttore esecutivo (2024-in corso)

## Premi e riconoscimenti
Lorre ha vinto il BMI Television Music Award nel 2004, 2005, 2008 e 2009 sempre per Due uomini e mezzo.
Il 12 marzo 2009, Lorre ha ricevuto una stella sulla Hollywood Walk of Fame.
Tre mesi dopo, Lorre è stato premiato con una laurea honoris causa dalla State University of New York at Potsdam e ha fatto un discorso introduttivo durante la cerimonia.
Lorre è entrato nella Television Academy Hall of Fame nel marzo 2012.

## Vita privata
Lorre è stato sposato con l'attrice, e in passato Playmate, Karen Witter per dieci anni, ma ha divorziato a luglio 2010. Ha avuto due figli da un matrimonio precedente.